# San Francisco Renaissance
San Francisco Renaissance is een globale aanduiding voor allerlei poëzieactiviteiten die San Francisco tot een centrum maakten van de Amerikaanse poëtische avant-garde. Sommigen, zoals Alan Watts en Ralph J. Gleason, zien het als een bredere beweging, die onder meer ook beeldende en podiumkunsten omvatte. 
Het ging niet om een enkele beweging met eenzelfde stijl, maar om een groep schrijvers en kunstenaars die actief waren in de San Francisco Bay Area vanaf het einde van de Tweede Wereldoorlog. De dichters Kenneth Rexroth en Madeline Gleason worden over het algemeen beschouwd als de grondleggers van deze Renaissance. Andere schrijvers die ermee worden geassocieerd zijn William Everson, Jack Spicer, Robin Blaser en Michael McClure.